# Brymir
Brymir est un groupe finlandais de folk metal, originaire de Helsinki.

## Histoire
Le groupe se forme durant l'été 2006 lors d'un camp d'été musical sous le nom de Lai Lai Hei (du nom de la chanson homonyme d'Ensiferum). Après avoir remporté un concours sur la reprise du titre Token of Time d'Ensiferum, le groupe devient rapidement plus sérieux et commence à composer sa propre musique sous le nom actuel de Brymir. Leur premier album Breathe Fire to the Sun (2011),,, contient encore quelques influences folk metal, mais le groupe s'éloigne de ces influences dans sa musique pour se rapprocher de son style death metal mélodique et metal symphonique à partir de leur deuxième album Slayer of Gods (2016). En 2019, ils sortent l'album Wings of Fire chez Out of Line Music.
En 2021, le groupe signe avec le label Napalm Records pour sortir à l'échelle internationale son album Voices in the Sky en 2022,

## Discographie

### Albums studio
- 2011 : Breathe Fire to the Sun (Spinefarm Records)
- 2016 : Slayer of Gods (Ranka Kustannus)
- 2019 : Wings of Fire (Ranka Kustannus)
- 2022 : Voices in the Sky (Napalm Records)

### Singles
- 2016 : For Those Who Died
- 2016 : The Rain
- 2018 : Chasing the Skyline
- 2018 : Ride On, Spirit
- 2019 : Wings of Fire
- 2022 : Voices in the Sky
- 2022 : Herald of Aegir
- 2022 : Fly with Me